# Thomas Maria Peters

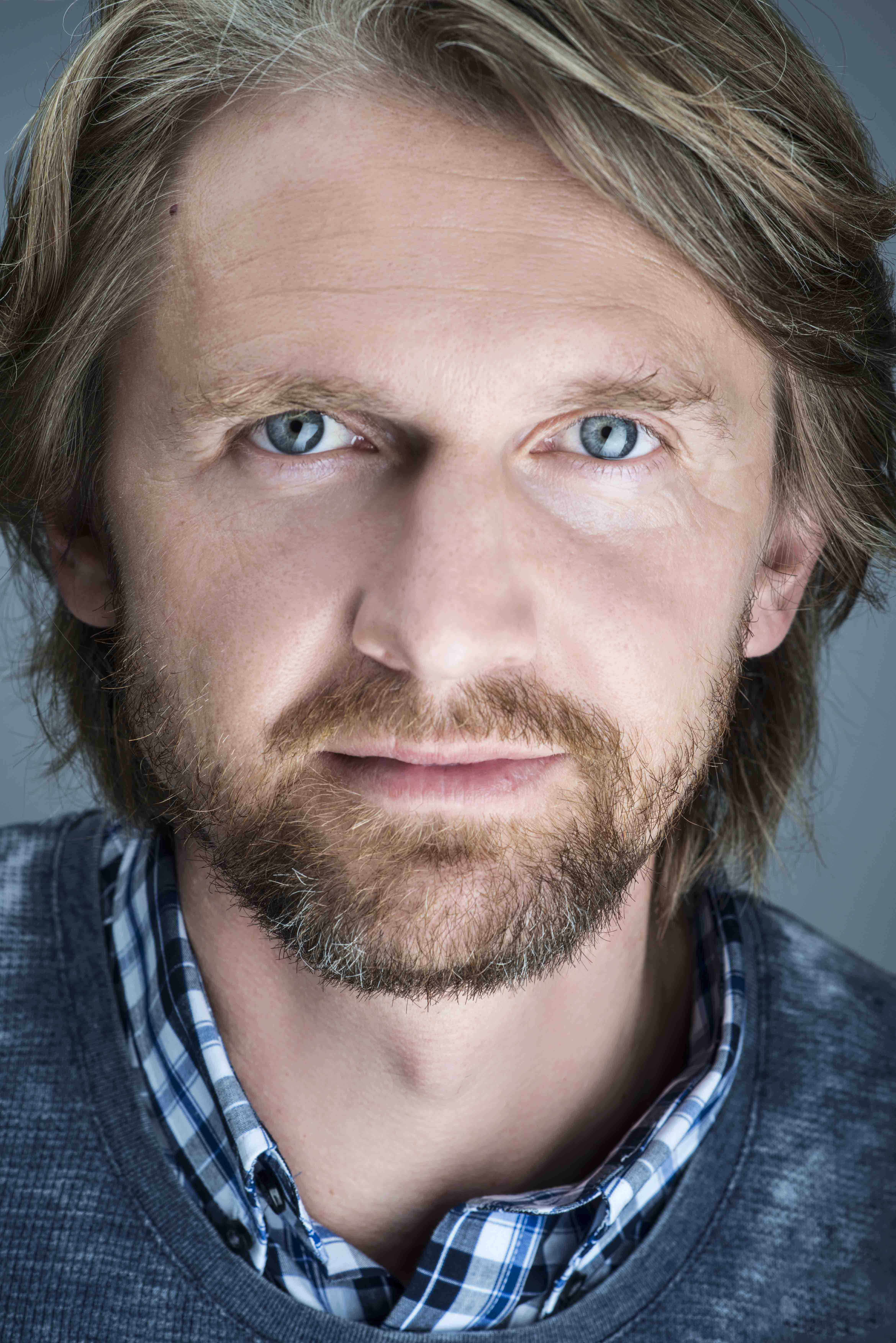
Thomas Maria Peters

Thomas Peters oder Thomas Maria Peters (* 31. Mai 1969 in Esslingen am Neckar) ist ein deutscher Schauspieler und Regisseur.

## Leben
Thomas Peters machte von 1993 bis 1996 eine Schauspielausbildung mit Abschluss in München. Nach ersten Rollen am Stadttheater Hagen arbeitete er von 1998 bis 1999 mit der britischen Theatertruppe Forced Entertainment aus Sheffield in der 24-Stunden-Performance Who can sing a song to unfrighten me? zusammen. Es folgte sein erstes festes Engagement am Theater Ingolstadt. Von 2002 bis Sommer 2007 war Thomas Peters am Theater Augsburg als Schauspieler und Regisseur unter Vertrag. Er spielte dort Rollen wie den Mephistopheles in Goethes Faust oder den Jesus in der Rock-Oper Jesus Christ Superstar. Zu seinen ersten Regiearbeiten zählen Shockheaded Peter von den Tiger Lillies, Norway.today von Igor Bauersima und Biografie: Ein Spiel von Max Frisch. Im Sommer 2007 wechselte er ans Staatstheater am Gärtnerplatz nach München. Seit 2012 ist er als freischaffender Schauspieler und Regisseur tätig. Er war und ist in Produktionen an der Komödie Frankfurt, an den Theatern Hof, Pforzheim und Trier, am Nationaltheater Mannheim und an den Staatstheatern Nürnberg und Wiesbaden zu sehen. 2019 inszenierte er Die Fledermaus beim Chiemsee-Sommerfestival in Immling.
Daneben spielt er bis heute in zahlreichen Film- und Fernsehproduktionen Haupt- und Nebenrollen. Unter anderem arbeitete er mit Doris Dörrie und Matti Geschonneck zusammen.
Thomas Peters lebt in München.

## Auszeichnungen
- 1996: Lore-Bronner-Förderpreis
- 2000: Ensemblepreis der Theatertage in Nürnberg für „Hyänen“
- 2004: Schauspieler des Jahres in Augsburg
- 2004: Deutscher Pop-Preis mit dem Musikprojekt thinkQ[2]
- 2008: AZ-Stern der Woche für „Orchesterprobe, Traviata, III. Akt“

## Filmografie
- 2023: Sturm der Liebe